# Isla Pinta
La isla Pinta (también conocida como isla Abingdon, en honor al conde de Abingdon) es una isla ecuatoriana que forma parte del archipiélago conocido como islas Galápagos, ubicado en el océano Pacífico; es la novena más grande, por su superficie, del grupo de islas.
Lleva el nombre de la Pinta, una de las carabelas usada por Cristóbal Colón. Tiene una superficie de 60 km² y una altitud máxima de 777 m. Aquí se pueden observar gaviotas de cola bifurcada, iguanas marinas y lobos marinos. Un dato importante es que es la isla originaria de la famosa tortuga Solitario Jorge (Chelonoidis abingdonii).
La isla Pinta es también el hogar de gaviotas, iguanas marinas, gavilanes, lobos marinos peleteros y un número amplio de otras aves y mamíferos. Es la isla más al norte en las islas Galápagos. En una época, en la isla Pinta había una próspera población de tortugas y también se encuentra allí uno de los volcanes más activos.